# Українсько-скандинавський центр
Українсько-скандинавський центр (англ. Ukrainian-Scandinavian Center) — неурядова громадська організація, метою якої є сприяння розвитку відносин між Україною та країнами Скандинавії в культурній, освітній та соціальній сферах. Центр створили в 2014 році, а напочатку 2017 року Центр відкрив офіс у Львові. У лютому 2019 року відкрили ще один офіс у місті Києві.
Центр планує розвивати скандинавську мовну школу з великою бібліотекою, розмовним клубом та мультимедійним центром, де всі охочі зможуть дізнатися більше про скандинавський досвід, культуру, а також краще вивчити регіон.

Головними напрямками діяльності центру є:
- Українсько-Скандинавська літня школа, яка проводиться щороку на базі Чернівецького Національного Університету імені Юрія Федьковича.[4] Літня школа спрямована на знайомство скандинавів з Україною, мовою та культурою[5]
- Мовні курси у місті Львів, де студенти вивчають норвезьку, шведську, данську та фінську мови із січня 2017 року.
- Тематичні заходи з історії, літератури, мови, культури країн Північної Європи. Так, 16 грудня 2017 року у відреставрованій Львівській фабриці повидла відбувся захід «Скандинавське Різдво».  Святкування Скандинавського Різдва стало хорошою традицією, і щорічно проводиться у середині грудня.[6]
- У 2020 році Українсько-Скандинавський Центр запустив онлайн курси норвезької, шведської, данської та фінської мов. Це дозволило мешканцям інших міст України долучитися до вивчення даних мов.

Українсько-скандинавський центр працює над створенням позитивного іміджу України на міжнародній арені. Зокрема у березні 2017 року за ініціативою центру відбулася навчальна поїздка 80 студентів із ВУЗів Норвегії до Києва та Львова, під час якої відбулися зустрічі із представниками університетів України, Верховної Ради, журналістами та громадськими діячами. В кінці січня-початку лютого 2018 року УСЦ допоміг організувати Дні Скандинавії 2018 у Львові, де всі охочі мали змогу послухати лекції про культуру, літературу, захист довкілля та системи освіти Норвегії, Швеції, Данії та Фінляндії і спробувати себе у вивченні мов цих країн. Метою заходу було відкрити регіон для українців, популяризувати скандинавську літературу та мови в Україні.

### Про проекти центру
- «Українсько-скандинавський центр» спільно з Чернівецьким національним університетом проводить першу україно-норвезьку літню школу — МЗС України [Архівовано 17 січня 2018 у Wayback Machine.]
- Конкурс статей від «Вікімедіа Україна» та УСЦ [Архівовано 24 лютого 2018 у Wayback Machine.]